# Pseudochusenella
Pseudochusenella es un género de foraminífero bentónico de la subfamilia Chusenellinae, de la familia Schwagerinidae, de la superfamilia Fusulinoidea, del suborden Fusulinina y del orden Fusulinida. Su especie tipo es Pseudofusulina pseudopointei. Su rango cronoestratigráfico abarcaba desde el Asseliense hasta el Sakmariense (Pérmico inferior).

## Discusión
Clasificaciones más recientes incluyen Pseudochusenella en la superfamilia Schwagerinoidea, y en la subclase Fusulinana de la clase Fusulinata.

## Clasificación
Se han descrito numerosas especies de Pseudochusenella. Entre las especies más interesantes o más conocidas destacan:
- Pseudochusenella pseudopointei

Un listado completo de las especies descritas en el género Pseudochusenella puede verse en el siguiente anexo.